# NGC 4570
إن جي سي 4570 التي يرمز لها بالرمز NGC 4570، هي مجرة، في كوكبة العذراء.

## الاكتشاف
اكتشفت في 13 أبريل 1784، بواسطة ويليام هيرشل.